# Coreca
Coreca  (Coraca o Corica, nella grafia antica in dialetto locale) è una frazione del comune di Amantea, in provincia di Cosenza, al confine con Campora San Giovanni.

## Geografia fisica

### Territorio
Si affaccia a ovest sul mar Tirreno meridionale ed è circondato dal capoluogo comunale di Amantea fino a sud, ove inizia il confine con Campora San Giovanni. Il territorio consiste principalmente in un promontorio roccioso; nella parte pianeggiante sorge il centro cittadino. Comprende anche una zona collinare e ampie spiagge. Il clima è tipicamente mediterraneo, caratterizzato da inverni miti e umidi ed estati calde, secche e ventilate con un'alta percentuale di giornate soleggiate.

## Storia
Nell'antichità, all'arrivo dei primi coloni greci corinti per la natura rigogliosa che ricordava la natale Corinzia e la numerosa presenza di corvi, fu chiamata Κόρακας (Korakas) che significa per l'appunto luogo dei corvi. Ma nel territorio non vi fu una civiltà autonoma, bensì fu come una sorta di scalo con un piccolo porticciolo, difatti su alcune carte viene segnato (fino ai primi anni del XVIII secolo) come Ager Caricum (dalla dominazione romana in poi assunse questa nuova denominazione), nelle rotte tra Temesa e Terina per le Eolie (difatti le isole distano 65 miglia dalla Costa di Coreca), da qui il dialetto antico Corica. 
Vi sono stati ritrovati dei reperti di questa testimonianza ora custoditi a Reggio Calabria e al British Museum di Londra.
Sempre punto importante per le basi di vedetta durante il corso dei secoli, ma non sviluppatasi per dar posto alla vicina Amantea e ai paesi collinari limitrofi come Aiello Calabro e Lago.
La popolazione è in parte discendente da alcune famiglie dei paesi limitrofi venute fin dal 1800 ad insediarsi nei luoghi attuali. 
Nel 1943 fu un punto strategico per le operazioni degli alleati, soprattutto grazie alla “Turriella” (un fortino di origine arabo-normanna) adoperato dagli anglo-americani per le operazioni di segnaletica morse, da qui la nomenclatura attuale per l'anglicizzazione del nome “Coreca” in quanto in inglese Corica si scrive Coreca.
Molto importante fu lo strategico Casello da Tonnara, ora distrutto e malridotto. Negli anni cinquanta, data la scarsità di lavoro e la miseria del dopoguerra, i corachesi emigrarono in Venezuela alla speranza di un futuro migliore e un ritorno in patria. Negli anni sessanta, grazie al boom economico ed al rilancio dell'economia italiana, Coreca diventa una meta turistica e radioamatoriale, grazie alla posizione strategica per gli scogli.

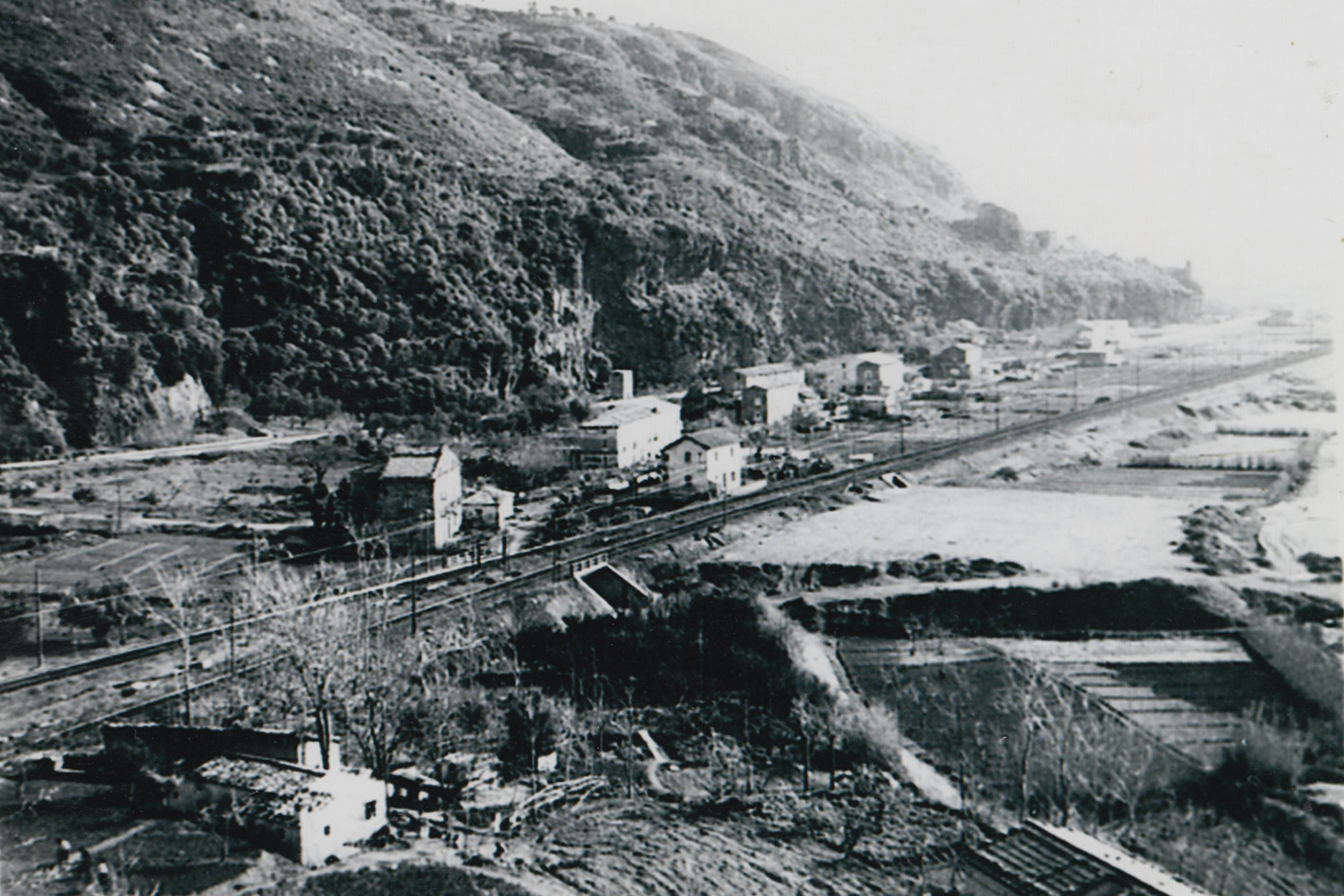
Coreca negli anni 1950

Di breve durata anche una emittente radiofonica privata (Radio Coreca chiusa nel 1996), una delle prime pioniere della radiodiffusione privata.
Il 20 maggio 1974 per merito turistico la contrada viene promossa con decreto presidenziale a frazione.
Nei primi anni 90 iniziò il declino di Coreca, per la mancanza di adeguatezza di strutture e servizi vari, favorendo la vicina Campora San Giovanni e il Capoluogo Comunale.
Nel 2008 la frazione per decreto comunale aumenta il territorio annettendo a sé: Marinella, Oliva e Stritture, passando così da 2,5 km² a 4 km².
Dal 2013 è iniziato un lento ma eccellente rinnovamento e presa di coscienza per far risorgere Coreca, grazie anche ai giovani locali che ad altre associazioni culturali pro-coreca.

## Monumenti e luoghi d'interesse

### Chiesa della Madonna degli Angeli

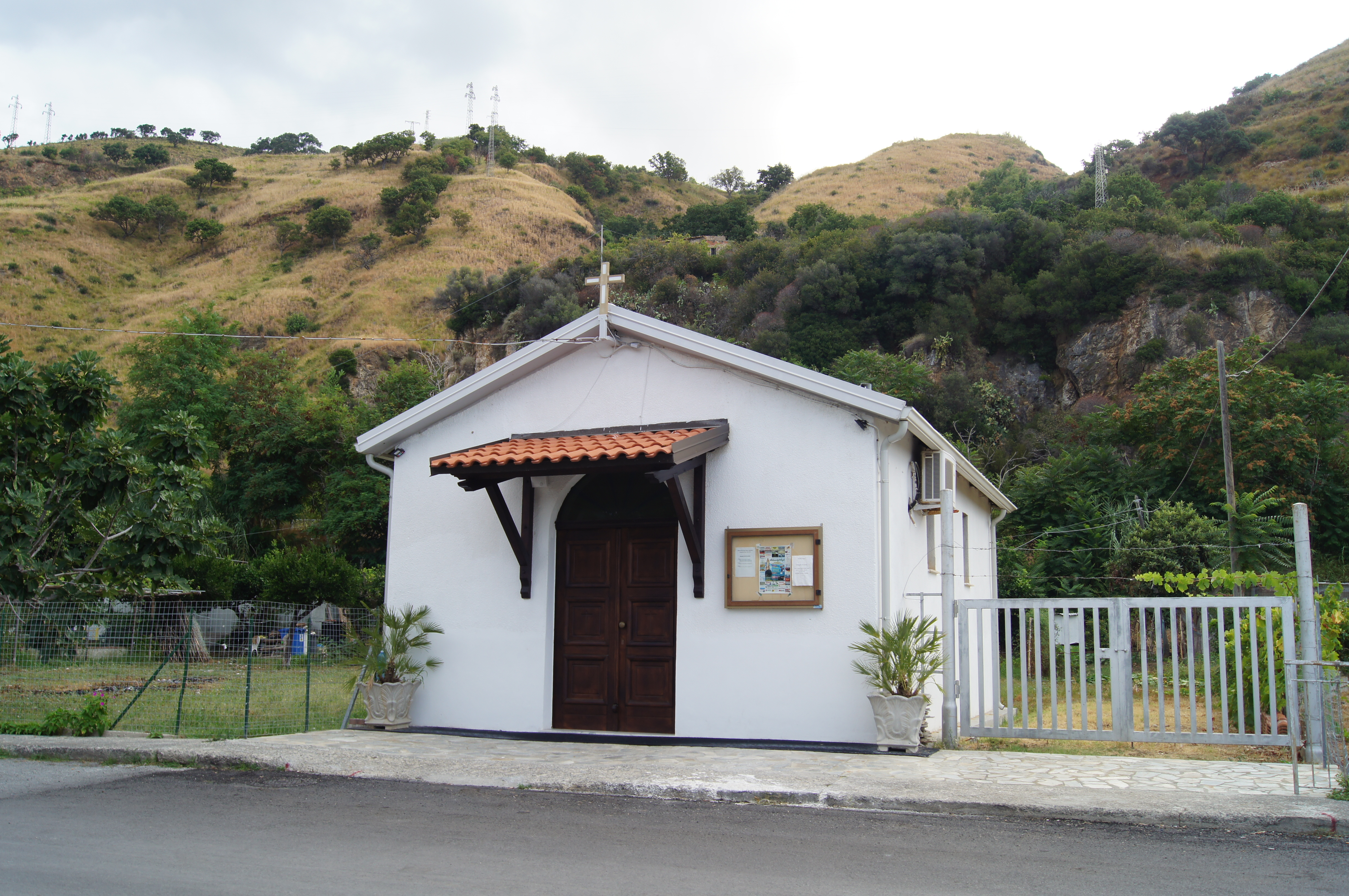
La chiesa della Madonna degli Angeli a Coreca

Il 1º ottobre 1964 iniziano i lavori per la costruzione della chiesa di Coreca, che verrà intitolata alla Madonna degli Angeli, i lavori terminano nel 1965 alla presenza delle autorità dell'epoca, di stile moderno ma molto sobria, capace di contenere 65 persone. Ogni anno durante la festa patronale (il 22 agosto) vi è una processione per le strade del borgo centrale.

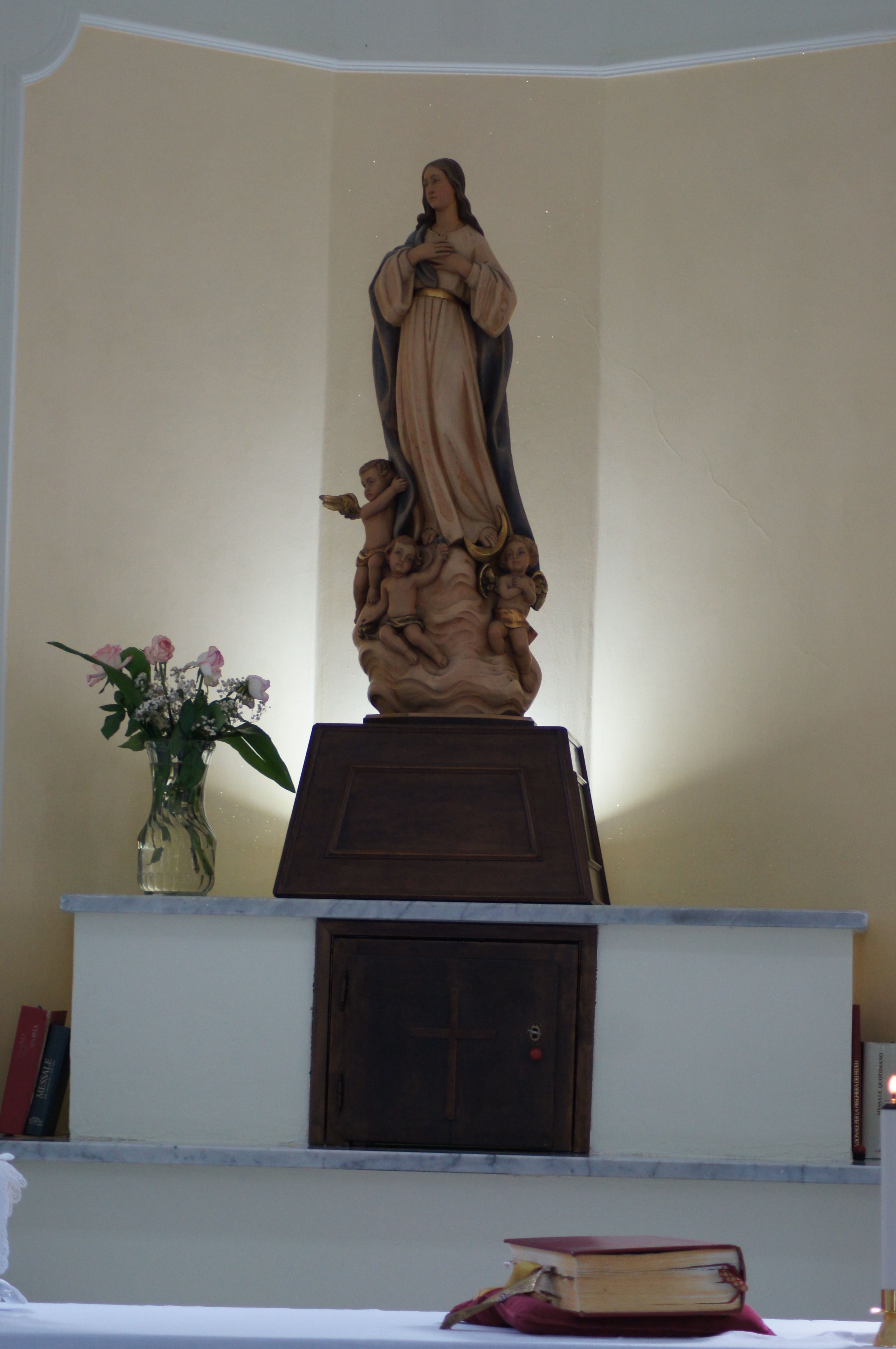
Statua della Madonna degli Angeli a Coreca

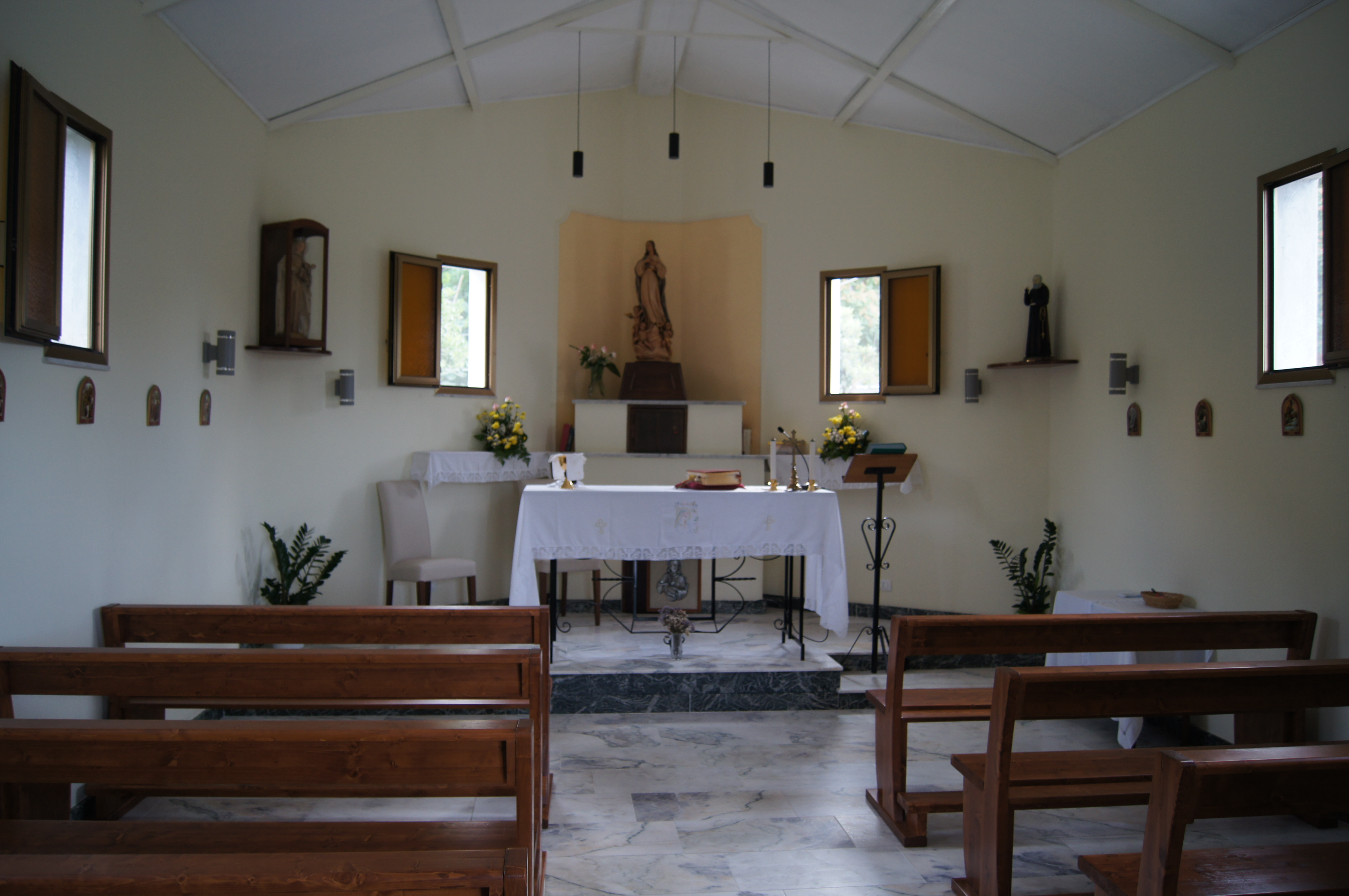
Interno della Chiesa di Coreca

### Piazza Madonna degli Angeli

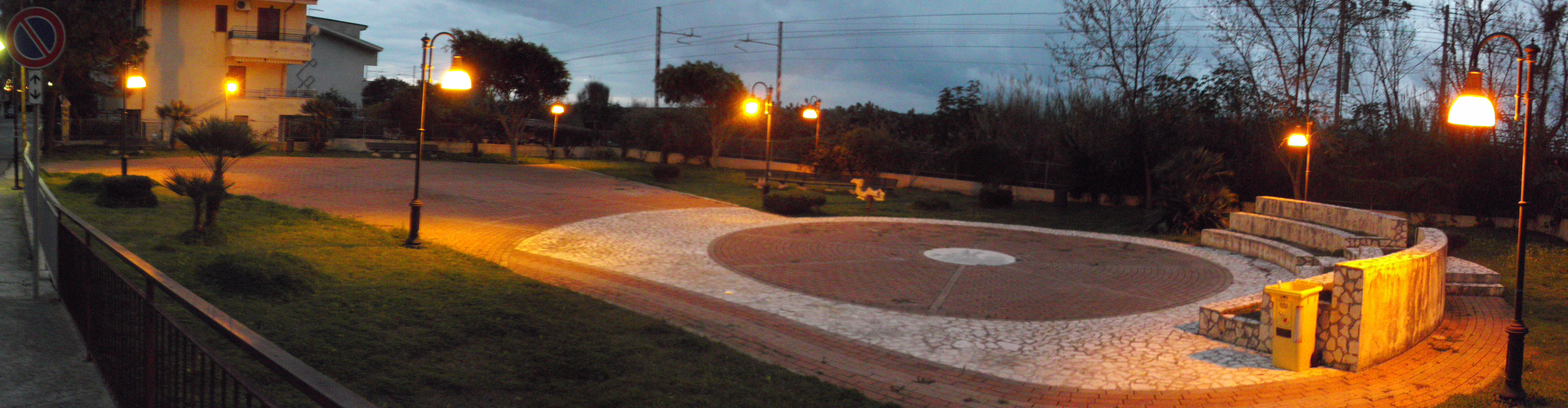
La piazza di Coreca in una vista serale

Il 2 aprile 2003 con la delibera comunale, sono iniziati i lavori per la costruzione della piazza, terminati il 5 maggio 2005, la piazza molto piccola ma pittoresca ospita gli eventi estivi della frazione e dal 2015 ha il nome di Madonna degli Angeli questo per la vicinanza vicino alla chiesetta e anche per la presenza di una piccola nicchia con una statuetta della Madonna. La piazza è gestita, pulita e mantenuta in comodato d'uso da un'associazione locale dal 2013, l' Associazione Promo Riviera degli Oleandri guidata da Pasquale Bruno.

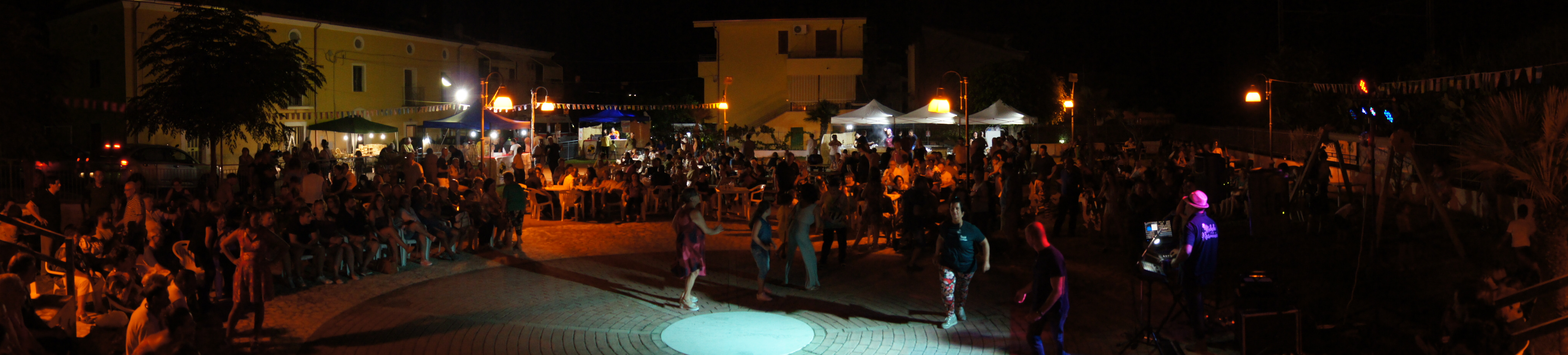
la Piazza di Coreca durante una manifestazione estiva

### Grotte
Molto importanti nel territorio, prima erano le miniere di ferro dell'antica Temesa, poi durante la seconda guerra mondiale, come rifugio per gli abitanti locali e per i soldati anglo-americani che le utilizzavano come magazzini. In seguito adoperati per le manifestazioni natalizie e pasquali fino ai primi anni 2000.

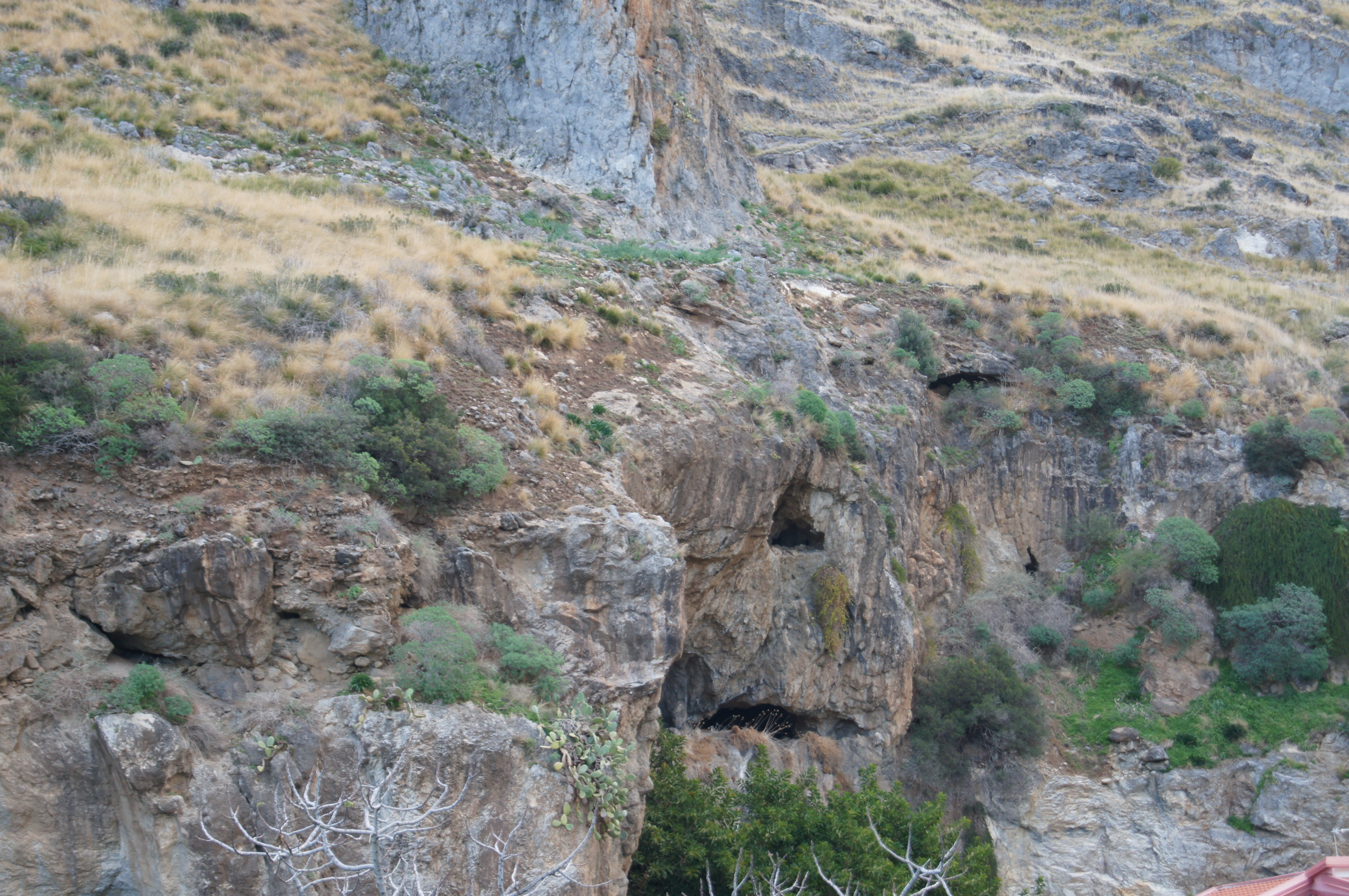
primo piano della Grotta du' Scuru

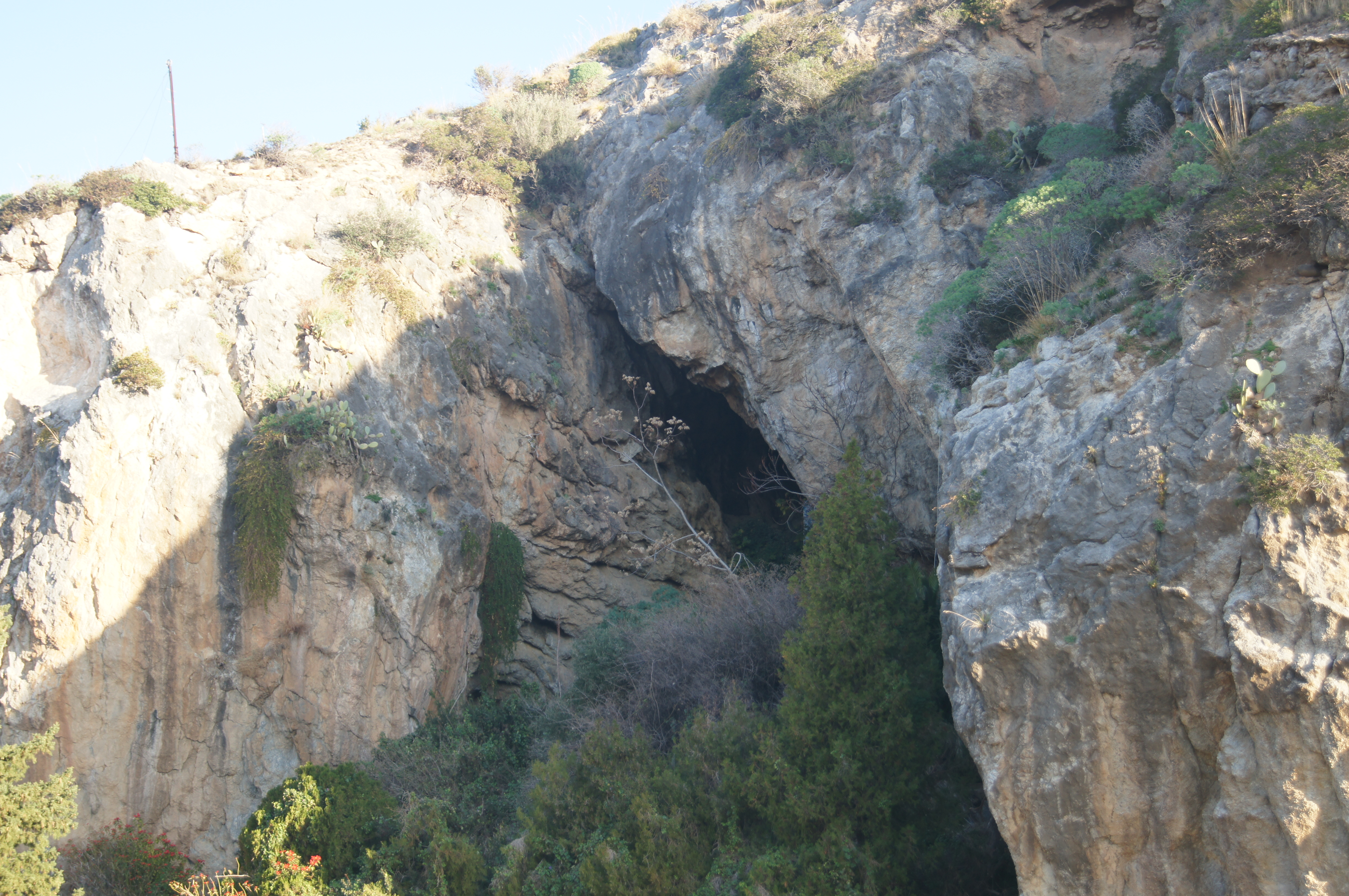
Grotta du Pecuraru

### Torre di Coreca o "Turriella"

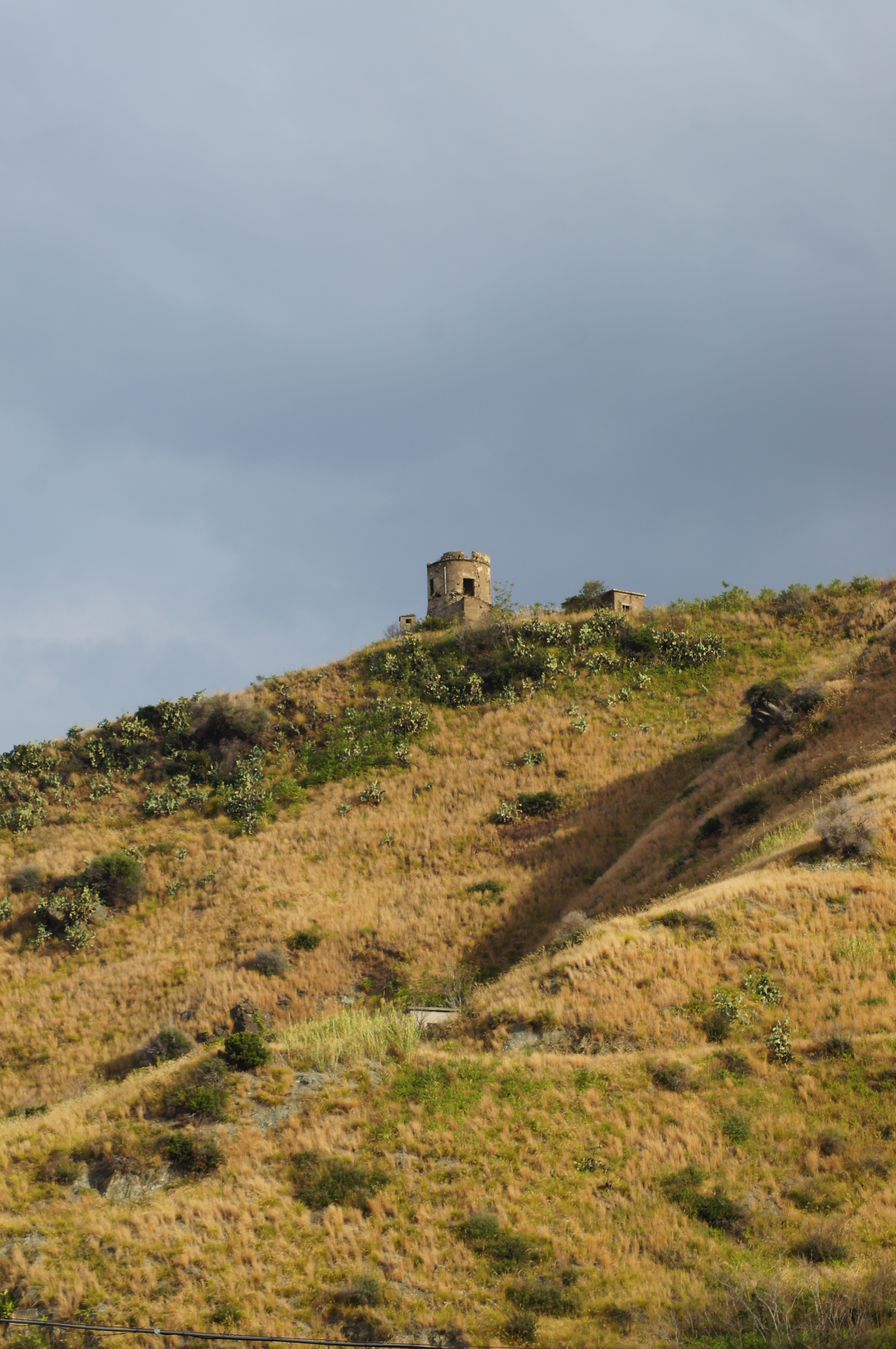
La "Turriella", torre di guardia arabo-normanna vista dalla piazza del borgo centrale

Questa torre, in parte crollata al primo piano, riveste una certa importanza dal punto di vista storico in quanto è un crogiolo di stili susseguitisi nel corso dei secoli ed delle utilizzata principalmente come vedetta dagli arabi, poi normanni e signori vari del territorio susseguitisi fino all'arrivo truppe naziste e poi alleate nel secondo conflitto mondiale. Si trova a nord dell'abitato di Coreca, alle pendici del colle Tuvulo. Vi si arriva facilmente dalla strada della Tonnara a nord e dalla strada da Marinella a sud.

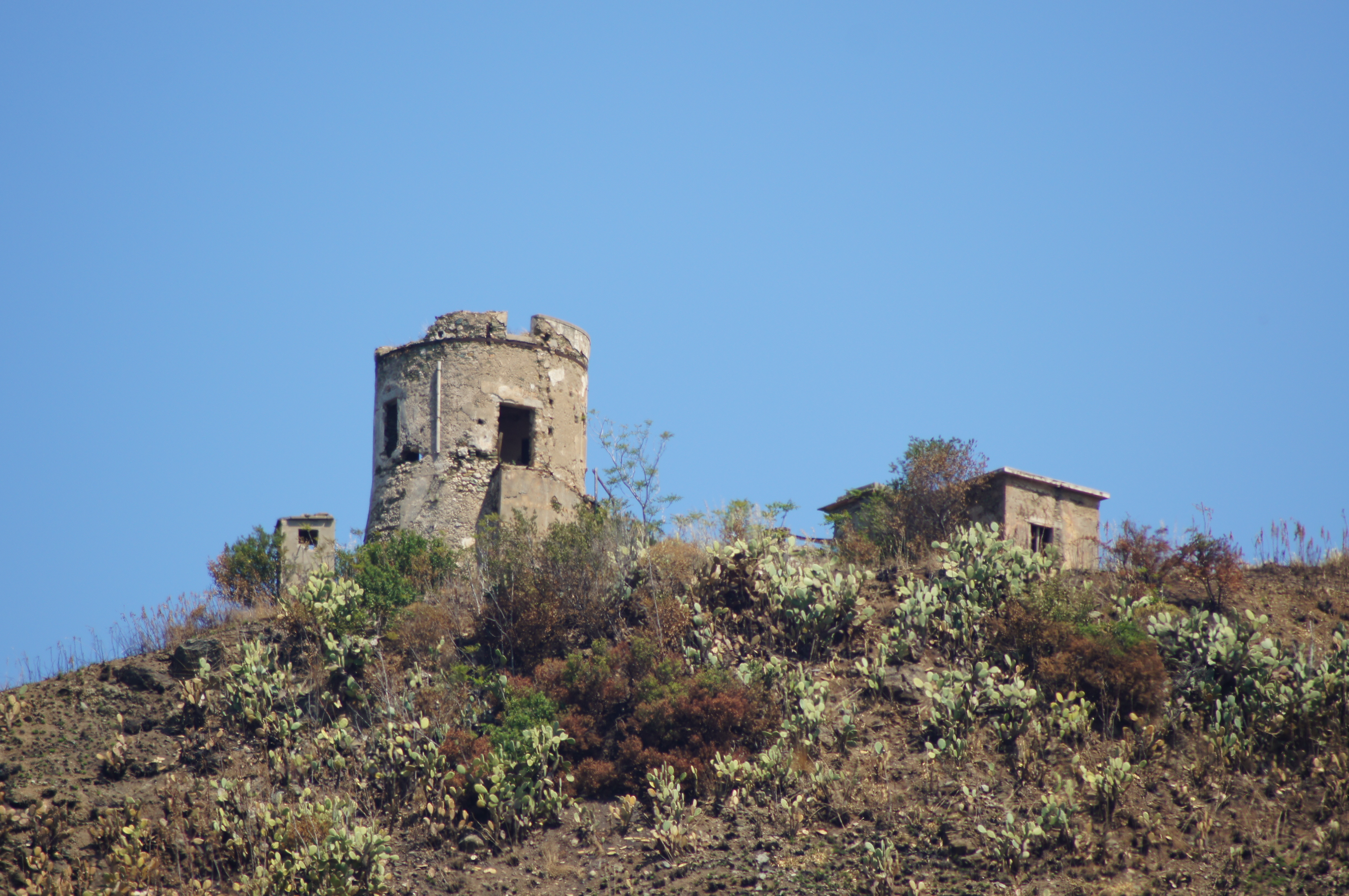
Il primo piano della "Turriella", visto dalla Piazza Madonna degli Angeli di Coreca

## Società

### Evoluzione demografica
700 abitanti di cui 200 solo nel centro cittadino, con una presenza di stranieri più o meno pari all'1% della popolazione.

## Geografia antropica
Al 2017 Coreca è suddivisa nelle seguenti contrade:
| - Formiciche - Giascogne (in dialetto locale Juascugnu) - Grotte (in dialetto locale "i Grutti") | - La Pietra (in dialetto locale a Petraja) - Marinella (dal 2011) - Oliva (dal 2011) | - Stritture (appartenute a Campora San Giovanni dal 2008 al 2011) - Salto da Zita - Scogliera |

## Economia

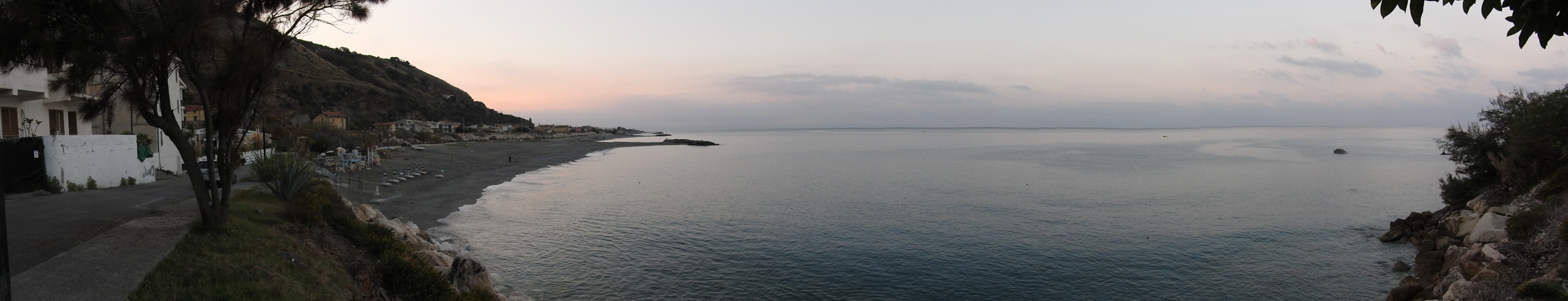
la Baia di Coreca

La principale fonte economica di Coreca, così come nella vicina Campora San Giovanni è il settore turistico-alberghiero, sviluppatosi grazie alla bellezze della costa: apprezzati sono gli scogli Coreca, fotografati fin dagli anni sessanta ed utilizzati per uso radioamatoriale. Una piccola minoranza è dedita all'agricoltura, con coltura di cipolla, agrumi e patate, allevamenti avicoli e allevamento di suini su scala industriale.

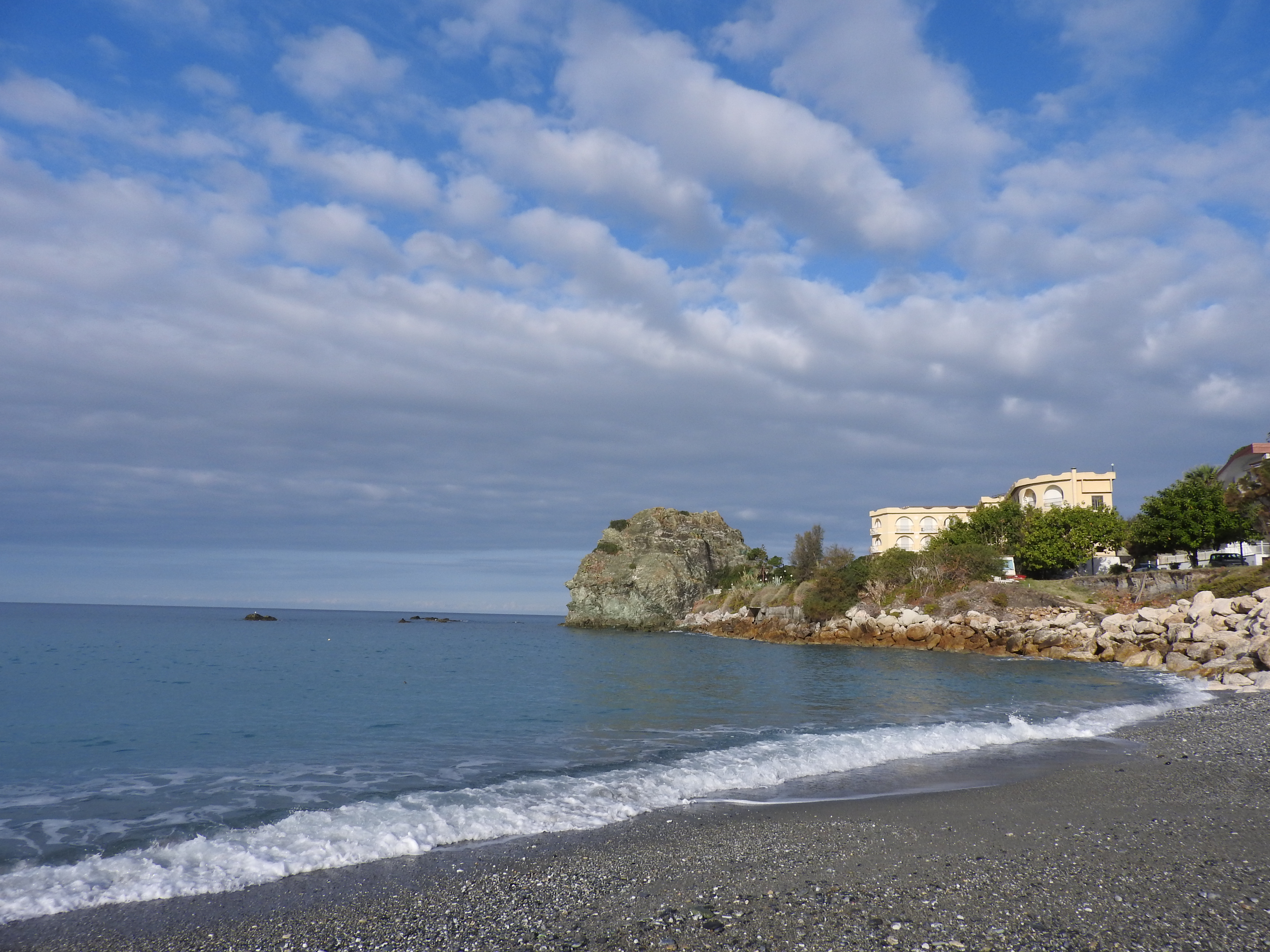
la spiaggia di Coreca nei pressi della Scogliera

Il quadro economico è completato da imprese artigiane nei settori edilizio, tessile, alimentare, mobiliare e meccanico. C'è comunque un certo tasso di pendolarismo diretto a Cosenza, Lamezia Terme e Catanzaro.